# Wola Chomejowa
Wola Chomejowa (prononciation [ˈvɔla xɔmɛˈjɔva]) est un village de la gmina de Borki du powiat de Radzyń Podlaski dans la voïvodie de Lublin, situé dans l'est de la Pologne.
Il se situe à environ 5 kilomètres aà l'ouest de Borki (siège de la gmina), 13 kilomètres au sud-ouest de Radzyń Podlaski (siège du powiat) et 55 kilomètres au nord de Lublin (capitale de la voïvodie).
Le village comptait approximativement une population de 511 habitants en 2014.

## Histoire
De 1975 à 1998, le village est attaché administrativement à l'ancienne voïvodie de Lublin.

Depuis 1999, il fait partie de la nouvelle voïvodie de Lublin.